# Lijst van voetbalinterlands Bulgarije - Montenegro
Deze lijst van voetbalinterlands is een overzicht van alle officiële voetbalwedstrijden tussen de nationale teams van Bulgarije en Montenegro. De landen hebben tot op heden acht keer tegen elkaar gespeeld. De eerste ontmoeting was een kwalificatiewedstrijd voor het Wereldkampioenschap voetbal 2010 op 6 september 2008 in Podgorica. Het laatste duel, een kwalificatiewedstrijd voor het Europees kampioenschap voetbal 2024, vond plaats op 10 september 2023 in de Montenegrijnse hoofdstad.

## Wedstrijden
| № | Plaats    | Datum             | Competitie           | Wedstrijd              | Uitslag |
| - | --------- | ----------------- | -------------------- | ---------------------- | ------- |
| 1 | Podgorica | 6 september 2008  | WK 2010 kwalificatie | Montenegro − Bulgarije | 2 − 2   |
| 2 | Sofia     | 5 september 2009  | WK 2010 kwalificatie | Bulgarije − Montenegro | 4 − 1   |
| 3 | Sofia     | 7 september 2010  | EK 2012 kwalificatie | Bulgarije − Montenegro | 0 − 1   |
| 4 | Podgorica | 4 juni 2011       | EK 2012 kwalificatie | Montenegro − Bulgarije | 1 − 1   |
| 5 | Sofia     | 22 maart 2019     | EK 2020 kwalificatie | Bulgarije − Montenegro | 1 − 1   |
| 6 | Podgorica | 11 oktober 2019   | EK 2020 kwalificatie | Montenegro − Bulgarije | 0 − 0   |
| 7 | Razgrad   | 24 maart 2023     | EK 2024 kwalificatie | Bulgarije − Montenegro | 0 − 1   |
| 8 | Podgorica | 10 september 2023 | EK 2024 kwalificatie | Montenegro − Bulgarije | 2 − 1   |

## Samenvatting
| Competitie      | Totaal gespeeld | Winst Bulgarije | Gelijk | Winst Montenegro | Doelsaldo Bulgarije – Montenegro |
| --------------- | --------------- | --------------- | ------ | ---------------- | -------------------------------- |
| WK-kwalificatie | 2               | 1               | 1      | 0                | 6 − 3                            |
| EK-kwalificatie | 6               | 0               | 3      | 3                | 3 − 6                            |
| Totaal          | 8               | 1               | 4      | 3                | 9 − 9                            |

Wedstrijden bepaald door strafschoppen worden, in lijn met de FIFA, als een gelijkspel gerekend.

## Details

### Eerste ontmoeting
| WK 2010 kwalificatie (Podgorica, Montenegro, 6 september 2008): |              |                                           |
| Montenegro                                                      | 2 – 2        | Bulgarije                                 |
| Mirko Vučinić 61' Stevan Jovetić 82' (pen.)                     | goals        | 11' Stilijan Petrov 90+2' Blagoy Georgiev |
|                                                                 | rode kaarten | 61', 81' Stanislav Angelov                |

### Tweede ontmoeting
| WK 2010 kwalificatie (Sofia, Bulgarije, 5 september 2009):                                          |       |                   |
| Bulgarije                                                                                           | 4 – 1 | Montenegro        |
| Radostin Kishishev 45' Dimitar Telkijski 49' Dimitar Berbatov 83' (pen.) Valeri Domovtsjijski 90+1' | goals | 9' Stevan Jovetić |

### Derde ontmoeting
| EK 2012 kwalificatie (Sofia, Bulgarije, 7 september 2010): |       |                    |
| Bulgarije                                                  | 0 – 1 | Montenegro         |
|                                                            | goals | 35' Elsad Zverotić |

### Vierde ontmoeting
| EK 2012 kwalificatie (Podgorica, Montenegro, 4 juni 2011): |       |                  |
| Montenegro                                                 | 1 – 1 | Bulgarije        |
| Radomir Đalović 53'                                        | goals | 66' Ivelin Popov |

BFS · A-internationals · Selecties · Bondscoaches · Bulgaars vrouwenelftal · Olympisch elftal · Bulgarije U21 · Bulgarije U20 · Bulgarije U19 · Bulgarije U18 · Bulgarije U17 · Bulgarije U16
1924 – 1929 · 
1930 – 1939 · 
1940 – 1949 · 
1950 – 1959 · 
1960 – 1969 · 
1970 – 1979 · 
1980 – 1989 · 
1990 – 1999 · 
2000 – 2009 · 
2010 – 2019 ·
2020 − 2029
EK 1996 · 
EK 2004
WK 1962 · 
WK 1966 · 
WK 1970 · 
WK 1974 · 
WK 1986 · 
WK 1994 · 
WK 1998
OS 1924 · 
OS 1952 · 
OS 1956 · 
OS 1960 · 
OS 1968
1924 · 
1925 · 
1926 · 
1927 · 
1928 ·
1929 · 
1930 · 
1931 · 
1932 · 
1933 · 
1934 · 
1935 · 
1936 · 
1937 · 
1938 · 
1939 · 
1940 · 
1941 ·
1942 · 
1943 · 
1944 · 1945 · 
1946 ·
1947 · 
1948 · 
1949 · 
1950 · 
1952 · 
1952 · 
1953 · 
1954 · 
1955 · 
1956 · 
1957 · 
1958 · 
1959 · 
1960 · 
1961 · 
1962 · 
1963 · 
1964 · 
1965 · 
1966 · 
1967 · 
1968 · 
1969 · 
1970 · 
1971 · 
1972 · 
1973 · 
1974 · 
1975 · 
1976 · 
1977 · 
1978 · 
1979 · 
1980 · 
1981 · 
1982 · 
1983 · 
1984 · 
1985 · 
1986 · 
1987 · 
1988 · 
1989 · 
1990 · 
1991 · 
1992 · 
1993 · 
1994 · 
1995 · 
1996 · 
1997 · 
1998 · 
1999 · 
2000 · 
2001 · 
2002 · 
2003 · 
2004 · 
2005 · 
2006 · 
2007 · 
2008 · 
2009 · 
2010 · 
2011 · 
2012 · 
2013 · 
2014 · 
2015 ·
2016 ·
2017 ·
2018 ·
2019 ·
2020 ·
2021 ·
2022 ·
2023 ·
2024
Albanië ·
Algerije ·
Andorra ·
Argentinië ·
Armenië ·
Australië ·
Azerbeidzjan ·
België ·
Bolivia ·
Bosnië en Herzegovina ·
Brazilië ·
Canada · 
Chili ·
Cuba ·
Cyprus ·
DDR ·
Denemarken ·
Duitsland ·
Ecuador ·
Egypte ·
Engeland ·
Estland ·
Finland ·
Frankrijk ·
Georgië ·
Gibraltar ·
Griekenland ·
Hongarije ·
Ierland ·
IJsland ·
Indonesië ·
Iran ·
Israël ·
Italië ·
Jamaica ·
Japan ·
Joegoslavië ·
Jordanië ·
Kameroen ·
Kazachstan ·
Koeweit ·
Kosovo ·
Kroatië ·
Letland ·
Libanon ·
Litouwen ·
Luxemburg ·
Malta ·
Marokko ·
Mexico ·
Moldavië ·
Montenegro ·
Nederland ·
Nieuw-Caledonië ·
Nigeria ·
Noord-Ierland ·
Noord-Korea ·
Noord-Macedonië ·
Noorwegen ·
Oekraïne ·
Oman ·
Oostenrijk ·
Paraguay ·
Peru ·
Polen ·
Portugal ·
Qatar ·
Roemenië ·
Rusland ·
San Marino ·
Saoedi-Arabië ·
Schotland ·
Servië ·
Servië en Montenegro ·
Slovenië ·
Slowakije ·
Sovjet-Unie ·
Spanje ·
Tanzania ·
Thailand ·
Tsjechië ·
Tsjecho-Slowakije ·
Tunesië ·
Turkije ·
Uruguay ·
Verenigde Arabische Emiraten ·
Wales ·
Wit-Rusland ·
Zuid-Afrika ·
Zuid-Korea ·
Zweden ·
Zwitserland
FSCG · A-internationals · Bondscoaches · Statistieken · Montenegrijns vrouwenelftal · Montenegro U21 · Montenegro U20 · Montenegro U19 · Montenegro U17 · Servië en Montenegro U19 · Servië en Montenegro U17
2003 – 2006** · 
2007 – 2009 · 
2010 – 2019 ·
2020 − 2029
EK 2008 · 
EK 2012 · 
EK 2016
WK 2006** · 
WK 2010 · 
WK 2014 · 
WK 2018
OS 2004** · 
OS 2008 · 
OS 2012 · 
OS 2016
2007 · 
2008 · 
2009 · 
2010 · 
2011 · 
2012 · 
2013 · 
2014 · 
2015 · 
2016 · 
2017 ·
2018 ·
2019 ·
2020 ·
2021 ·
2022 ·
2023
Albanië ·
Armenië ·
Azerbeidzjan ·
België · 
Bosnië en Herzegovina ·
Bulgarije ·
Colombia ·
Cyprus ·
Denemarken · 
Engeland ·
Estland ·
Finland ·
Georgië ·
Ghana ·
Gibraltar ·
Griekenland ·
Hongarije ·
Ierland ·
IJsland ·
Iran · 
Israël ·
Italië ·
Japan ·
Kazachstan ·
Kosovo ·
Letland ·
Libanon ·
Liechtenstein ·
Litouwen ·
Luxemburg ·
Moldavië ·
Nederland ·
Noord-Ierland ·
Noord-Macedonië ·
Noorwegen ·
Oekraïne ·
Oezbekistan ·
Oostenrijk ·
Polen ·
Roemenië ·
Rusland · 
San Marino ·
Servië ·
Slovenië ·
Slowakije ·
Tsjechië ·
Turkije ·
Wales ·
Wit-Rusland ·
Zweden ·
Zwitserland
Argentinië (2006) · 
Ivoorkust (2006) · 
Nederland (2006)
** - Onder de naam Servië en Montenegro